# Fenetilamin
Fenetilamin (β-fenetilamin, fenetilamin, PEA) je prirodni monoaminski alkaloid, trag amin, a isto tako i ime klase hemikalija čiji mnogi članovi su poznati psihoaktivni lekovi i stimulansi. Feniletilamin funkcioniše kao neuromodulator ili neurotransmiter u centralnom nervnom sistemu sisara. Njegova biosinteza se odvija počevši od aminokiseline fenilalanina putem enzimatske dekarboksilacije. Osim sisara, fenetilamin je prisutan kod mnogih drugih organizama i u hrani, npr. u čokoladi, posebno nakon mikrobne fermentacije. On je u prodaji kao dijetarni suplement. Oralno unesen fenetilamin je obično neaktivan zbog ekstenzivnog metabolizma prvog prolaza, pri čemu se dejstvom monoaminskih oksidaza pretvara u fenilacetatnu kiselinu. To sprečava njegovo dospeće do mozga u dovoljnim koncentracijama.
| Biosintetički putevi za kateholamine i trag amine u ljudskom mozgu Fenetilamin primarni · put manje · zastupljeni · put Kod ljudi, kateholamini i fenetilaminergički trag amini su izvedeni iz aminokiseline L-fenilalanin. |

## Spoljašnje veze
- [http://www.erowid.org/library/books_online/pihkal/pihkal.shtml
- A Structural Tour of PiHKAL